# Avenida Sapopemba
La Avenida Sapopemba es una avenida de la zona este de la ciudad de São Paulo, Brasil. Es una de las mayores vías públicas del Brasil con 38,5 km. de extensión. Posee 1,786 postes y en ella operan cuarenta líneas de omnibuses entre municipales de São Paulo, municipales de Mauá y de Ribeirão Pires.
La avenida tiene cuatro estaciones de la línea 15-plata del metro de São Paulo: Jardim Planalto, Sapopemba, Fazenda da Juta y São Mateus. En el futuro también albergará a la estación Santa Clara de la Línea 2 - Verde.
Se inicia en el acceso a la Avenida Salim Farah Maluf, en el distrito de Água Rasa y termina en el Largo de Santa Luzia, cercano al centro del municipio de Ribeirão Pires, al este del Gran São Paulo. A partir del límite entre Mauá y el municipio de São Paulo, esta vía pasa a ser denominada como "SPA-052/031 Ramal Sapopemba", trecho bajo la jurisdicción del DER (Departamento de Estradas de Rodagem).

## Controversia sobre el título de calle más larga de Brasil
Existen disputas sobre el título de calle más larga del país con relación a la Avenida Brasil en Río de Janeiro que también es considerada como la más larga por tener 58 kilómetros de extensión pero con varios tramos en carreteras federales (BR-040, BR-116, BR-465 y BR-101, incluyendo el tramo urbano más largo de la BR-101, que une la BR-101 norte (Puente Río-Niterói y Rodovia Río-Vitória/Niterói-Manilha) a la BR-101 sur (Rodovia Río-Santos). Según estipula el Código de Tránsito Brasileño en su artículo 60 una calle, avenida, callejón o camino se consideran vías urbanas, mientras que una autopista es una vía rural con diferentes aplicaciones.